# Perth (Dakota del Nord)
Perth és una població dels Estats Units a l'estat de Dakota del Nord. Segons el cens del 2000 tenia 13 habitants.

## Demografia
Segons el cens del 2000, Perth tenia 13 habitants, 4 habitatges, i 2 famílies. La densitat de població era de 38,6 hab./km².
Per edats la població es repartia de la següent manera: un 38,5% tenia menys de 18 anys, un 15,4% entre 18 i 24, un 15,4% entre 25 i 44, un 23,1% de 45 a 60 i un 7,7% 65 anys o més.
L'edat mediana era de 22 anys. Per cada 100 dones de 18 o més anys hi havia 60 homes.
La renda mediana per habitatge era de 36.667 $ i la renda mediana per família de 51.250 $. Els homes tenien una renda mediana de 31.250 $ mentre que les dones 36.250 $. La renda per capita de la població era d'11.381 $. Cap de les famílies estaven per davall del llindar de pobresa.

## Poblacions més properes
El següent diagrama mostra les poblacions més properes.